# Estación de Staad
La estación de Staad es una estación ferroviaria de la comuna suiza de Thal, en el Cantón de San Galo.

## Historia y ubicación
La estación de Staad fue inaugurada en 1857 con la apertura del tramo Rorschach - Rheineck de la línea férrea Rorschach - Sargans por parte del Vereinigte Schweizerbahnen (VSB). En 1858 se inauguró el tramo Rheineck - Sargans. La compañía VSB pasaría a ser absorbida por los SBB-CFF-FFS en 1902.
La estación se encuentra ubicada en el centro del núcleo urbano de Staad, en el oeste de la comuna de Thal. Cuenta con dos andenes laterales a los que acceden dos vías pasantes.
En términos ferroviarios, la estación se sitúa en la línea Rorschach - Sargans y en el ramal . Sus dependencias ferroviarias colaterales son la estación de Rorschach, inicio de la línea y la estación de Rheineck en dirección Sargans.

## Servicios ferroviarios
Los servicios ferroviarios de esta estación están prestados por SBB-CFF-FFS:

### S-Bahn San Galo
En la estación efectúan parada los trenes de cercanías de dos líneas de la red S-Bahn San Galo:
- S 1 Wil – Gossau – San Galo – Rorschach - St. Margrethen – Altstätten
- S 2 (Wattwil) – Herisau – San Galo – Rorschach - St. Margrethen – Heerbrugg